# Porthmadog Football Club
Porthmadog Football Club (em galês, Clwb Pêl Droed Porthmadog) é um clube de futebol do País de Gales, sediado em Porthmadog. Fundado em 1884, disputa atualmente a Cymru North (segunda divisão do Campeonato Galês).

## História
O Porthmadog viveu seu auge nas décadas de 1950 e 1960, vencendo 3 vezes a Welsh League North e 2 edições da Copa de Gales, em 1955–56 e 1956–57.
Em 13 de janeiro de 2007, o clube foi multado em 13.500 libras e punido com a perda de 3 pontos na classificação geral pelas injúrias raciais proferidas contra o bandeirinha Gary Ismial na partida contra o Cwmbran Town em dezembro de 2006. A punição gerou protestos de vários torcedores em Gales, e uma petição foi assinada por mais de 750 pessoas dentro e fora do país. O Porthmadog baniu para sempre o autor das ofensas de frequentar jogos do clube.

## Títulos
- Huws Gray Cup: 1998–99 e 2002–03
- Cymru Alliance: 2002–03
- Welsh Amateur Cup: 1955–56 e 1956–57
- Welsh League North: 1966–67, 1967–68 e 1968–69
- Welsh Alliance: 1989–90

## Elenco Atual
Nota: Bandeiras indicam equipe nacional, conforme definido pelas regras de elegibilidade da FIFA. Os jogadores podem ter mais de uma nacionalidade não-FIFA.
| N.º |               | Posição | Jogador               |
| --- | ------------- | ------- | --------------------- |
| 13  | País de Gales | G       | Paul Pritchard        |
| 1   | País de Gales | G       | Morgan Jones          |
| 8   | País de Gales | D       | Iddon Price (Captain) |
| 3   | País de Gales | D       | Josh Banks            |
| 14  | País de Gales | D       | Carwyn Jones          |
| 16  | País de Gales | D       | Tomos Emlyn Jones     |
| 5   | País de Gales | D       | Dan Roberts           |
| 4   | País de Gales | M       | Ceri James            |
| 19  | País de Gales | M       | Dan Dascalu           |

| N.º |               | Posição | Jogador            |
| --- | ------------- | ------- | ------------------ |
| 7   | País de Gales | M       | Iwan Lewis         |
| 11  | País de Gales | M       | Rob Evans          |
| 12  | País de Gales | M       | Rhys Alun Jones    |
| 6   | País de Gales | M       | Gareth Jones Evans |
| 18  | País de Gales | M       | Ifan Emlyn Jones   |
| 10  | País de Gales | A       | Cai Jones          |
| 9   | País de Gales | A       | Josh Davies        |
| 25  | País de Gales | A       | Shaun Cavanagh     |
| 19  | País de Gales | A       | John Owen          |

## Links
- «Sítio oficial»